# 昭和町 (千葉県)
昭和町（しょうわまち）は、千葉県君津郡にかつて存在した町である。現在の袖ケ浦市の北部に位置している。瑞祥地名である。
現在では袖ケ浦市昭和地区、袖ケ浦市立昭和小学校、同昭和中学校、昭和商店会等にその名をとどめている。

## 沿革
- 1932年（昭和7年）7月1日 - 楢葉村と神納村が合併して昭和町を新設。
- 1955年（昭和30年）3月31日 - 長浦村、根形村の一部（岩井、谷中、三黒）と合併して袖ヶ浦町を新設。同日昭和町廃止。

## 交通

### 鉄道
- 国鉄（現在のJR東日本）
  - 房総西線：楢葉駅（現在の袖ケ浦駅）

### 道路
- 房総街道（当時は国道127号の一部、のち国道16号の旧道）
- 千葉県道143号南総昭和線